# Mora (gênero)
Mora é um género botânico pertencente à família Fabaceae.